# Commandos : Le Sens du devoir
 (mars 2020).
Si vous disposez d'ouvrages ou d'articles de référence ou si vous connaissez des sites web de qualité traitant du thème abordé ici, merci de compléter l'article en donnant les références utiles à sa vérifiabilité et en les liant à la section « Notes et références ».
Commandos : Le Sens du devoir est une extension de Commandos : Derrière les lignes ennemies, jeu sorti en 1998, un an plus tôt. Il n'est pas nécessaire de posséder le jeu original pour jouer à ce titre de la série Commandos.
Cet add-on vient ajouter au jeu original huit missions dont la difficulté reste fidèle au premier opus et a même été haussée. Les cartes sont notablement plus grandes, ce qui conduit à des missions plus longues ; elles sont également variées : un zoo, une île, un village en Crète, une gare, deux camps allemands, une base aérienne et une ville slave. Les personnages gagnent pour certains quelques capacités et quelques mécanismes de jeu voient le jour. On y rencontre aussi pour la première fois Natasha, qui sera intégrée à l'équipe dans les jeux suivants.